# Гратія (комуна)
Гратія (рум. Gratia) — комуна у повіті Телеорман в Румунії. До складу комуни входять такі села (дані про населення за 2002 рік):
- Гратія (1362 особи) — адміністративний центр комуни
- Дрегінешть (1116 осіб)
- Чурарі-Дял (608 осіб)

Комуна розташована на відстані 51 км на захід від Бухареста, 53 км на північ від Александрії, 130 км на схід від Крайови, 135 км на південь від Брашова.

## Населення
За даними перепису населення 2002 року у комуні проживали 3086 осіб.
Національний склад населення комуни:
| Національність | Кількість осіб | Відсоток |
| -------------- | -------------- | -------- |
| румуни         | 2981           | 96,6%    |
| цигани         | 104            | 3,4%     |
| угорці         | 1              | < 0,1%   |

Рідною мовою назвали:
| Мова      | Кількість осіб | Відсоток |
| --------- | -------------- | -------- |
| румунська | 3063           | 99,3%    |
| циганська | 23             | 0,7%     |

Склад населення комуни за віросповіданням:
| Релігія                                       | Кількість осіб | Відсоток |
| --------------------------------------------- | -------------- | -------- |
| православні                                   | 3085           | > 99,9%  |
| лютерани (Синодально-пресвітеріанська церква) | 1              | < 0,1%   |